# Цона Инзедијаменти Продутиви (Анкона)
Цона Инзедијаменти Продутиви (итал. Zona Insediamenti Produttivi) насеље је у Италији у округу Анкона, региону Марке.
Према процени из 2011. у насељу је живело 28 становника. Насеље се налази на надморској висини од 50 м.